# 菅田愛貴
菅田 愛貴（すだ あき、2004年12月20日 - ）は、日本のアイドル、モデル、女優。女性アイドルグループ・超ときめき♡宣伝部のメンバー。東京都出身。スターダストプロモーション所属。

## 略歴
小学5年生時に家族で亀戸のラーメン屋に行った際にスカウトされて事務所入り。
初めての仕事は、2017年1月8日放送のテレビドラマ『しあわせの記憶』（MBS・TBS系）での北川景子演じるヒロインの幼少期役。
同年6月11日に「私立輝女学園」の第4期生「KAGAJO☆7」としてデビューし、2020年1月31日に「KAGAJO☆7」が活動終了するまで所属していた。
同年4月1日、「超ときめき♡宣伝部」の「超ときめき♡レモン」として加入。
2020年8月19日、個人Instagramを開設。
2021年1月17日、個人のYouTubeチャンネル「〜スマイル100%〜菅田愛貴ちゃんねる」を開設。2024年5月1日よりチャンネル名を「すだあきちゅーぶ。」に変更し、5月2日に改名後初めての動画が投稿された。
2021年12月14日から『超無敵クラス』（日本テレビ）に不定期出演を開始する。
2022年2月、舞台「Reading Pop『青い鳥』〜メーテルリンク『青い鳥』より〜 Femme ver.」にミチル役で出演。
2022年6月より放送のテレビドラマ『理想ノカレシ』（TBSテレビ）に、事務所の先輩でもある大政絢が演じる主人公の高校時代役として出演。
ブランド「Shefar」、「Ank Rouge」、「BABY,THE STARS SHINE BRIGHT」のモデルを務めた。
2024年10月10日より12月26日まで『ラヴィット!』（TBS系列）にて、2024年10月 - 12月の木曜「ラヴィット!ファミリー」を担当した。2025年1月10日から3月28日までは曜日を金曜に移し、引き続き2025年1月 - 3月の金曜ラヴィット!ファミリーとして出演した。
2024年12月20日、自身の20歳誕生日配信にて、1st写真集『すのあき』を発売することを発表した。
2025年8月1日、「超ときめき♡ツイン部」として坂井仁香と出演するココネ「ポケコロツイン」のテレビCMが放送開始された。8月8日、菅田が出演するENEOS公式アプリのテレビCM「カーライフ○年生」シリーズが放送開始された。

## 人物
- 完成された美しいルックスがSNSで度々話題となり、メディアでは「令和で一番かわいいアイドル」のキャッチコピーで紹介されることが多い（本人自称のコピーではない）[2]。加入直後は画面越しでの活動が主だったことも相まってSNSで「AIが作り出した美少女で存在しないのでは」という説が流れたこともある[16]。
- 個人Instagram、個人TikTok、個人YouTubeの全てで超ときめき♡宣伝部メンバー内でのフォロワー数1位を誇る（2024年5月7日時点）。
- 趣味は、ピアノ、水泳、書道、アニメ鑑賞[17][18]、ゲーム[19]、お菓子作り、ペットショップ巡り。
- アニメやゲームに関して、小学2年生の時にプリティーシリーズのアニメ『プリティーリズム・オーロラドリーム』がきっかけとなりアイドルに興味を持ち、スケートをしながら歌って踊るアイドルにあこがれていて、ノートに自分で考えた曲や衣装を描いていた[20][21]。2020年にアイドルグループ超ときめき♡宣伝部（超とき宣）に加入してからは、ラブコメな「すきっ!〜超ver〜」のバズ、サンリオキャラクターとの共演、VTuberとのコラボなどがあり、2022年には超とき宣の楽曲「STAR」がアニメ『シャドウバースF』のエンディングテーマに決まった。『ちゃお』2023年6月号に掲載されると[22]、ちゃおプラスにて連載のウェブコミック『だいすき!超ときめき♡宣伝部』[23]『かけぬけろ！超ときめき♡宣伝部』[24]で菅田愛貴らメンバーがコミカライズ（マンガ化）された[25]。超とき宣は2024年に「最上級にかわいいの!」でブレイク、2025年春にはプリティーシリーズのアニメ最新作『ひみつのアイプリ リング編』（テレビ東京系列）のエンディングテーマに「ひみつのふふふ」が決定し、菅田愛貴らのアイプリイラストが描き下ろされ楽曲のビジュアルなどに使用されている[26]。『ぬま兄妹』（テレビ朝日やYouTube）にアニヲタ妹 役として出演している。
- 雪が好きな菅田愛貴の1st写真集『すのあき』は、愛犬のアテナちゃんとの写真や雪の中で赤いコートを着て黄色のソリと撮影した写真がお気に入りで[27]、雪のsnowと『すのあき』がかかっているとの発見もあった[28]。綺麗で真っ白な雪を見ているだけで癒されている[29]。15歳までサンタクロースがいると信じていて、今でもフィンランドにはいると思っている[30]。オーロラは絶対に見に行きたいという[31]。
- 特技は、ピアノ[32]、水泳、書道（毛筆・硬筆五段）[33]、卓球の音マネ、早く靴ひもを結ぶこと[1]。
- 好きな食べ物は、お芋、たまご、わらびもち、チョコレート。お菓子では森永製菓のすッパイチュウが好き[22]。
- チョコレートの中でもフォンダンショコラが大好き[31]。趣味の一つであるお菓子作りはNATSLIVE『ロックオーン!ときめし発表会』で、ときめきへびさんエクレア[34]、キャラメルアールグレイフィナンシェ、桜満開ショートケーキなどのスイーツ作りや料理にチャレンジしている。お芋は、過去にプライベートで「さつまいも博」に訪れたことがあるほど好きな食べ物で、2024年に「さつまいも博♡宣伝部」に就任し、日本最大級のさつまいもの祭典「夏のさつまいも博 2024/夜のさつまいも博2024」のPR活動を行うなどした[35]。芋ようかんも好き[2]。
- 2017年6月11日[4]から2020年1月31日[5]までの約2年半、私立輝女学園第4期生としてラグビーを応援するユニット「KAGAJO☆7」に所属しており、J:COMテレビの番組『FUN×FAN RUGBY with KAGAJO☆7』にレギュラー出演、ラグビーショートドラマにも出演した。秩父宮ラグビー場や花園ラグビー場などでのイベント、ラグビーワールドカップ2019関連イベント、東海大学ラグビー部 丹沢祭に出演し、「ラグビールール覚え歌」「Kick Off」「キュンキュン〜恋のノーサイド〜」といった楽曲をステージで披露したり、タグラグビーのエキシビジョンマッチに参加した。好きな言葉は「One for all，All for one」である[36]。
- 自分の思う長所は、何に対しても真剣に取り組むことができるところ、相手の気持ちに寄り添ったコミュニケーションを図れるところ。自分の思う短所は、優柔不断なところ[37]。
- 挑戦してみたい仕事は、アニメの実写、声優[37]。
- 2022年12月、ano「ちゅ、多様性。」の歌ってみた動画[38]、踊ってみた動画、2023年12月20日に高橋洋子「残酷な天使のテーゼ」の歌ってみた動画[39]を公開した。

## 出演
※ 超ときめき♡宣伝部、KAGAJO☆7（私立輝女学園）、STAR PLANET（旧 STARDUST PLANET）としての出演はそれぞれのページを参照。

### テレビ番組
- 超無敵クラス（2021年12月14日 - 2023年9月3日[注 1]、日本テレビ）- 不定期出演
  - オンラインイベント「放課後超無敵クラス」（2022年7月8日配信）にも出演[40][41]
- 岩井＆花澤 まんが未知（2023年1月11日深夜、テレビ朝日系列） [42][43]
- 御社でインターンよろしいでしょうか? （2023年7月22日[44]、10月14日[45]、2025年2月22日[46]、BS-TBS） - 2025年2月22日放送分は坂井仁香と共に出演
- ゲーム真面目さん（2023年9月7日深夜、テレビ東京系列）[47]
- バキバキ☆ビート!Ⅱ（2023年9月16日深夜（VTR）、サンテレビ） - 吉川ひよりと共に出演[48]
- ポケモンとどこいく!?（2024年1月7日[49]、7月21日[50]、テレビ東京系列）
- ラヴィット!（TBS系列）
  - ゲスト出演（2024年5月30日（VTR）[51][52]、6月19日[53]、10月4日[54]、10月21日（VTR）[55]、11月1日[56]、11月15日（VTR）[57]、2025年4月10日（VTR）[58]、4月17日（VTR）[59]、5月7日（VTR）[60]、5月30日[61]、6月6日（VTR)[62]、6月11日（VTR）[63]、6月26日[64]、7月18日（VTR）[65]、7月24日[66]、7月31日（VTR）[67]、8月15日[68]）
  - 2024年10月 - 12月 木曜「ラヴィット!ファミリー」（2024年10月10日 - 12月26日）[11]
  - 2025年1月 - 3月 金曜「ラヴィット!ファミリー」（2025年1月10日 - 3月28日）[12]
- かまいガチ（2024年6月26日、テレビ朝日） - 吉川ひよりと共に出演[69]
- アッコにおまかせ!（2024年8月18日[70]、2025年1月12日（VTR）[71]、3月30日[72]、TBS系列）
- ぬま兄妹（2024年9月21日深夜[73]、9月29日深夜[74]、2025年4月19日深夜[75]、2025年6月28日深夜[76]、テレビ朝日） - アニヲタ妹 役
- 熱闘!Mリーグ（2024年11月24日深夜[77]、2025年1月19日深夜[78]、2月9日深夜[79]、3月23日深夜[80]、ABEMA NEWSチャンネル、テレビ朝日）
- 世界衝撃映像100連発（2024年12月26日、TBS系列）[81]
- ラヴィット!特別企画「KISUKE2025 新春」最強運芸能人決定戦（2025年1月1日深夜、TBS系列） - 辻野かなみと共に出演 [82]
- ラーメンを食べる。（新春SP2025年1月5日[83][84]、5月10日[85][86]、BS-TBS）
- おはスタ（2025年1月14日、テレビ東京系列）[87]
- 土曜はナニする!?（2025年2月15日、関西テレビ制作・フジテレビ系列）[88]
- ガウディがやってきた「The Walls」（2025年2月15日深夜、読売テレビ）[89][90]
- ハチミツ!!（2025年2月16日深夜[91]、3月23日深夜[92]、3月30日深夜[93]、フジテレビ系列） - 坂井仁香と共に出演
- ARNE（2025年2月19日[94]、2月26日[95]、FBS福岡放送） - 吉川ひよりと共に出演
- ちょっと福岡行ってきました!（2025年3月15日、テレQ） - 吉川ひよりと共に出演[96]
- 上田と女が吠える夜（2025年3月19日、日本テレビ系列）
- DayDay.（2025年3月31日、日本テレビ系列） - 吉川ひよりと共に出演[97]
- 最強LINEグループ旅（2025年4月12日[98]、19日[99]、フジテレビ）
- プレバト!!（2025年5月29日、毎日放送制作・テレビ朝日系列） - 辻野かなみと共に出演[100]
- 有吉の深掘り大調査（2025年6月12日、テレビ東京系列）[101]
- 笑える!泣ける!動物スクープ100連発（2025年6月18日、TBS系列）[102]
- ジョブチューン（2025年6月21日、TBS系列）[103]
- 櫻井・有吉 THE夜会 （2025年6月26日、TBS系列） - 吉川ひよりとともに出演[104]
- バス乗り継ぎのプロ！太川陽介から逃げ切れるか【夏の群馬高崎決戦SP】（2025年7月5日、テレビ東京）[105][106]

### テレビドラマ
- しあわせの記憶（2017年1月8日、MBS/TBS系列）[107]
- 理想ノカレシ（2022年6月1日 - 7月20日、TBSテレビ） - 小野寺優芽子（17歳時） 役[108]
- 怪談新耳袋 暗黒（2023年7月27日、BS-TBS） - 「病院に来た子供」主演 葉山涼花 役[109][110][111]

### WEB
- 森永エンゼルカレッジ「森永太一郎物語」（2019年）[112]
- 若手発掘育成プロジェクト「私の卒業」（2022年） - 第3期メンバーとして出演[113]
- YouTube「〜スマイル100%〜菅田愛貴ちゃんねる」（2021年1月17日 - 2024年5月1日）→「すだあきちゅーぶ。」（2024年5月2日 - ）[9] - 視聴者の呼称は「アキスナー」[114]
- YouTubeトーク番組『SDB（スターダストブリッジ）』（2021年3月 - ） - アシスタント、MC：小柳心、構成作家：小柳友[115]
- アイドルWEBマガジン『ガラスガール』（2023年） - カバーガール[116][117]
- オーイシマサヨシ×鈴木愛理のアニソン神曲カバーでしょdeショー!! #88（2024年8月10日[118]、17日[119]、動画、はじめてみました【テレビ朝日公式】 YouTubeチャンネル）
- テレビ朝日 新作アニメ発表会（2024年12月17日[120]、2025年6月16日[121]、tv asahi  animation YouTubeチャンネル） - 『ぬま兄妹』のアニヲタ妹 役として出演
- 菅田愛貴、愛車を探す！（2025年2月21日 - 3月28日、動画、はじめてみました【テレビ朝日公式】 YouTubeチャンネル） - 毎週金曜日更新[122]
- ぬま兄妹（2025年3月1日 - 22日、tv asahi  animation YouTubeチャンネル) - 毎週土曜日更新[123]
- mini WEB（2025年4月24日、宝島社）[124]
- オーイシマサヨシ×鈴木愛理のでしょでしょ!!（2025年5月31日、動画、はじめてみました【テレビ朝日公式】 YouTubeチャンネル） - 杏ジュリアと共に出演[125]

### テレビCM
- バンダイ たまごっちみーつ[1]
  - 「アプリいいね編」（2018年10月11日 - すでに終了）
  - 「みーつランウェイ編」（2019年7月27日 - すでに終了）
  - 「スマホ編」（2019年7月 - すでに終了）
- ココネ「ポケコロツイン」（2025年8月1日 - ） - 「超ときめき♡ツイン部（坂井仁香・菅田愛貴）」として出演[126]
- ENEOS「カーライフ○年生」シリーズ[127]
  - 「燃費編」（2025年8月8日 - ） - 大泉洋、川口春奈と共演[128]
  - 「1,800万編」（2025年8月8日 - ） - 大泉洋、川口春奈、蝶野正洋と共演[129]

### WEBCM
- CASIO 電子辞書 エクスワード 高校生モデルXD-SX4800「学校副教材」編 / 「英語検定に強い」編（2020年3月26日 - すでに終了）[130]
- ロゼット「洗顔パスタ」 （2019年4月 - 2020年10月15日）[131]

### 広告
- イオン株式会社 2020福袋 広告
- SPRING NEW LOOK “WE HAVE Sweet Spirit” わたしのときめき とまらない！（渋谷PARCO）

### モデル
- Shefar（2022年4月1日 - 30日）- 期間限定ブランドモデルに就任[132][133]
- Ank Rouge（2022年）- Autumn＆Winter collection ルックモデル[134]
- BABY,THE STARS SHINE BRIGHT（2022年-）- モデル
  - BABY THE STARS SHINE BRIGHT/ALICE and the PIRATES 新作ファッションショー（2023年2月5日、渋谷HikarieホールA）
- TBS AKASAKA COLLECTION produced by TGC（2025年3月22日、BS赤坂BLITZスタジオ）
- Rakuten GirlsAward 2025 SPRING/SUMMER（2025年5月3日、国立代々木競技場第一体育館）[135]
- KANSAI COLLECTION 2025 AUTUMN ＆ WINTER（2025年8月6日、京セラドーム大阪）[136]

### 舞台
- Reading Pop『青い鳥』〜メーテルリンク『青い鳥』より〜 Femme ver.（2022年2月3日 - 6日、ヒューリックホール東京） - ミチル 役[137][138][139][140]

### 映画
- ライアー×ライアー (2021年2月19日公開)
- あしたのわたしへ 私の卒業―第３期―（2022年3月18日より新宿バルト9にて限定公開）[141] - ビッグコミックスピリッツ賞[142]

### 生誕祭
- 2021年1月17日 - 超ときめき♡レモン 菅田愛貴生誕祭 「あっきーばーすでー2020」[143]
- 2021年12月11日 - 超ときめき♡レモン 菅田愛貴生誕祭 「あっきーばーすでー2021」[144]
- 2022年12月20日 - 菅田愛貴生誕Youtubeトーク生配信♡[145]
- 2023年12月20日 - 菅田愛貴バースデイパーティー生配信♡[146]
- 2024年12月20日 - 菅田愛貴誕生日生配信♡ #とき宣あきちゃん誕生日[147]

### その他
- さつまいも博アンバサダー「さつまいも博♡宣伝部（杏ジュリア・菅田愛貴）」（2024年6月25日 - ）[148]
  - 夏のさつまいも博2024/夜のさつまいも博2024（2024年7月4日 - 7日、さいたまスーパーアリーナ）キャンペーン[149][150]
  - 超芋まつり・さつまいも博（2024年11月1日 - 4日、等々力緑地） - 1日・イベントオープニングセレモニー出演[151][152]
  - 夏のさつまいも博2025（2025年8月7日 - 10日、幕張メッセ） - 7日・超ときめき♡宣伝部スペシャルステージ出演[153]
- 「TikTok BEAUTY FEST」オフラインイベント（2025年4月20日、渋谷スクランブルスクエア）[154]
- 埼玉西武ライオンズ「JILL by JILLSTUART×LIONS コラボシリーズ」 対福岡ソフトバンクホークス戦 セレモニアルピッチ（2025年7月21日、ベルーナドーム）[155][156][157][158][159]

## 書籍

### 写真集
- 菅田愛貴1st写真集『すのあき』（2025年3月3日、SDP）[160]

### 雑誌
- BOMB 2022年3月号（2022年2月9日、ワン・パブリッシング）[161]
- Top Yell NEO 2022 SPRING（2022年3月31日、Top Yell NEO編集部）[162]
- Myojo 2022年8月号（2022年6月22日、集英社）[163]
- りぼん 2022年8月号（2022年7月1日、集英社）[164]
- B.L.T. SUMMER CANDY 2022（2022年8月20日、東京ニュース通信社）[165]
- CAPA 2024年2月号 （2024年1月19日、ワン・パブリッシング） - 表紙[166]
- CAPA 2024年12月号 （2024年11月20日、ワン・パブリッシング） - 表紙[167]
- CanCam 2025年4月号（2025年2月21日、小学館）[168]
- 美的 2025年6月号（2025年4月22日、小学館）[169]
- VoCE 2025年6月号（2025年4月22日、講談社） - 超ときめきリップ宣伝部[170]

## 超ときめき♡宣伝部としての活動
2020年4月1日に、超ときめき♡宣伝部（超とき宣）に改名と同時に加入。担当カラーは「超ときめき♡レモン」。出席番号は5。メンバー最年少。
公式ファンクラブ「超ときめき♡宣伝本部」でメンバーコンテンツ「ときめき遊部」を毎週土曜日に更新している。
杏ジュリア（超ときめき♡パープル）との最年少コンビは「ジュリあき」と呼ばれており、2023年3月に「シス×ラブ feat. 成海聖奈×成海萌奈（CV：雨宮天・夏川椎菜）」（HoneyWorks）の歌ってみた動画を公開した。
2020年4月1日にYouTube公式チャンネル「とき宣ロックオンちゃんねる」で配信された「超ときめき♡宣伝部スタート＆新入部員お披露目スペシャル」にてお披露目。としまえんのアトラクションのフリュームライドに乗って登場した。
超ときめき♡宣伝部に関して「私、小学生2年生のときにアイドルになりたくて、仲のいい子と「一緒にデビューしようね！」と話してたんです。衣装を自分たちで考えたりして。その気持ちは今も残っていたので、キラキラしたアイドルであるとき宣のメンバーになれることが決まったときはすごくうれしかったです。」と語る。
さいたまスーパーアリーナでの無観客生配信ライブで開催された「わたし、ナンバーワンガール3本勝負」で優勝し、ナタリーとのコラボレーショングッズを制作する権利を獲得し、制作したフォトブック・iPhoneケース・Tシャツはナタリーストアで受注販売された。
としまえん最終日のライブでは「こうしてとしまえんさんのステージに立たせていただけることが今とっても嬉しいです。私も小さい頃からとしまえんさんには遊びに来させていただいていて、小さい頃はメリーゴーランドのカルーセル・エルドラドがとっても好きで、毎回来るたびに乗っては乗ってはたくさん乗って、綺麗だな、楽しいな、って思いながら乗っていた素敵な思い出があります。そしてさらに、私が加入させていただいた場所もこのとしまえんさんということで、本当にたくさんたくさん私と思い出を作ってくれたとしまえんさんが私は大好きです。こうしてなくなってしまうのはとても悲しいんですけれど、最後に本当にみんなで一緒に最後まで感謝の気持ちを伝えることができてとっても嬉しいです。本当にとしまえんさん、ありがとうございました！」と語った。
加入後初の有観客ワンマンライブ（2020年10月11日「超ときめき♡宣伝部のZepp Haneda(TOKYO)で待ち合わせね！」）では「こうして皆さんが目の前にいて、目が合ったらニコってしてくれたり、ペンライトを振ってくれたりして。それがとってもうれしくて、幸せでした！」とテンション高く語った。後のインタビューで「絶対に泣かないようにしようと思ってたんですけど、ステージの幕が開いて客席のペンライトの光を見た瞬間にこみ上げてくるものがありました。そのときのことを思い出すと、今も涙が出そうになります。それくらい幸せでした。」と振り返った。